# Łańce

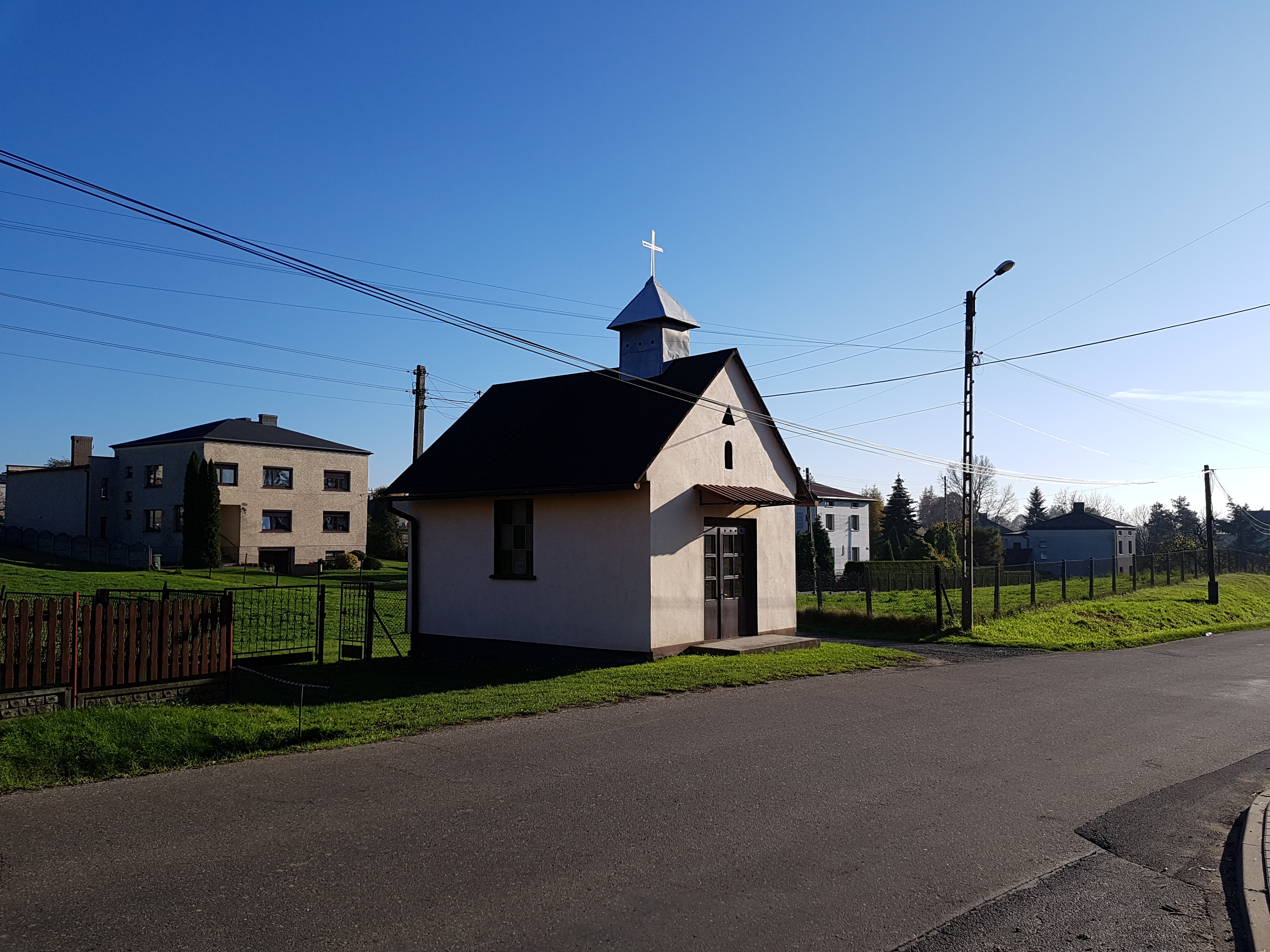
Die Kapelle im Dorf Łańce, Woiwodschaft Schlesien

Łańce (deutsch Lohnitz) ist ein Dorf in der Landgemeinde Kornowac im Powiat Raciborski der polnischen Woiwodschaft Schlesien.

## Geographische Lage
Łańce liegt hoch über dem Odertal, weswegen es von vielen Menschen als Aussichtspunkt genutzt wird.

## Geschichte
Der Name Łańce kommt von dem polnischen Wort Łan, was eine Einheit der Feldmessung in Polen war. Das Dorf wurde 1454 und 1479 erwähnt als Lanczuow. Ende des 17. Jahrhunderts wurde Johannes Friedrich Kotuliński Eigentümer des Dorfes. Er hat ein Dokument mit dem Franziskanerkloster unterschrieben, laut welchem er und alle seine Nachkommen dazu verpflichtet sind jährliche Tribute an das Kloster zu zahlen.

## Sehenswürdigkeiten
Das Dorf besitzt eine Hauskapelle aus dem Anfang des 19. Jahrhunderts.